# Pleumeur-Bodou
Pleumeur-Bodou (bret. Pleuveur-Bodoù) – miejscowość i gmina we Francji, w regionie Bretania, w departamencie Côtes-d’Armor.
Według danych na rok 1990 gminę zamieszkiwało 3677 osób, a gęstość zaludnienia wynosiła 138 osób/km² (Pleumeur-Bodou plasuje się na 132. miejscu pod względem liczby ludności w liczącej 1269 gmin Bretanii, natomiast pod względem powierzchni – na miejscu 339.).